# NGC 6936
NGC 6936 (również PGC 65033) – galaktyka soczewkowata (E-S0), znajdująca się w gwiazdozbiorze Koziorożca. Odkrył ją Francis Leavenworth 1 września 1885 roku. Jest to galaktyka z aktywnym jądrem typu LINER.